# راينوي أرواتا
راينوي أرواتا (بالفرنسية: Rainui Aroita)‏ (25 يناير 1994 بتاهيتي في فرنسا - ) هو لاعب كرة قدم فرنسي في مركز الدفاع. شارك مع منتخب تاهيتي تحت 17 سنة لكرة القدم ومنتخب تاهيتي لكرة القدم. أما مع النوادي، فقد لعب مع A.S. Tamarii Faa'a ‏.

## وصلات خارجية
- راينوي أرواتا على موقع الاتحاد الدولي (مؤرشف)  (الإنجليزية)
- راينوي أرواتا على موقع قاعدة بيانات كرة القدم.إي يو (الإنجليزية)
- راينوي أرواتا على موقع ناشيونال فوتبول تيمز (الإنجليزية)
- راينوي أرواتا على موقع Soccerway.com (الإنجليزية)